# Lucas Paquetá
Lucas Tolentino Coelho de Lima (n. 27 august 1997), cunoscut sub numele de Lucas Paquetá ( br[ˈlukas pakɛˈta] ), este un fotbalist profesionist brazilian care joacă ca mijlocaș ofensiv pentru clubul West Ham United din Premier League și echipa națională a Braziliei.

## Carieră

### Începuturi
Lucas Paquetá a ajuns la Flamengo în 2007, la vârsta de 10 ani. La 15 ani, era foarte priceput din punct de vedere tehnic, dar nu avea fizicul altor jucători de vârsta lui (avea doar 1,5 m înălțime). Cu toate acestea, până la vârsta de 18 ani, a crescut 27 cm. Cu echipa de juniori a lui Flamengo a câștigat titlul Copa São Paulo de Júniores 2016, cel mai important turneu de juniori din Brazilia. Alături de alți jucători remarcabili Léo Duarte, Felipe Vizeu și Ronaldo, Lucas a fost promovat la echipa profesionistă a clubului imediat după competiție. 

### Flamengo
În martie 2016, Paquetá a fost promovat în echipa profesionistă a lui Flamengo și a semnat o prelungire a contractului până în 2020.  Pe 5 martie 2016, Lucas a debutat ca titular într-o victorie cu 3-1 în fața lui Bangu într-un meci din Rio de Janeiro State League 2016.  Paquetá a marcat primul său gol profesionist pe 19 februarie 2017 într-o victorie cu 4-0 împotriva lui Madureira pe Estádio Raulino de Oliveira din Volta Redonda .

### AC Milan
La 10 octombrie 2018, agențiile de presă din Brazilia și Italia au raportat că sa ajuns la un acord de 35 de milioane de euro între AC Milan și Flamengo pentru transferul unui jucător, învingând concurența acerbă a clubului francez Paris Saint-Germain . 
Pe 4 ianuarie 2019, transferul a fost oficializat, Milan anunțând că jucătorul a semnat un contract pe cinci ani.    A ales să poarte tricoul cu numărul 39. Din cauza descendenței portugheze a mamei sale, a fost eligibil pentru înregistrare ca jucător european. 

### Lyon
Pe 30 septembrie 2020, clubul francez Lyon a anunțat transferul lui Paquetá, care a semnat pentru 20 de milioane de euro cu un contract pe cinci ani. 
În sezonul 21/22, mijlocașul a fost ales cel mai bun jucător străin din Campionatul Franței, Ligue 1. Alegerile s-au desfășurat prin vot popular și au fost susținute de peste 20.000 de oameni. Paquetá, în vârstă de 25 de ani, a concurat cu fundașul lui PSG, Marquinhos, mijlocașul ivorian al lui Lens, Fofana și liderul canadian al lui Lille, Jonathan David . 

### West Ham United
Pe 29 august 2022, West Ham United a anunțat semnarea lui Paquetá pentru o sumă record a clubului.  A semnat un contract de cinci ani pentru o sumă estimată de BBC la mai mult de 50 de milioane de lire sterline plus alte bonusuri suplimentare, depășind suma plătită pentru Sebastien Haller în 2019.  Și-a făcut debutul cu West Ham în Premier League pe 31 august, într-o remiză 1-1 pe teren propriu împotriva lui Tottenham Hotspur . 

## Carieră internațională

### Sub 20 de ani
La 1 aprilie 2016, Paquetá a fost convocat pentru prima dată pentru a reprezenta Brazilia sub 20 în două meciuri amicale în Europa.  A marcat primul gol în debutul său într-o victorie cu 2-1 împotriva Angliei sub 20 pe 4 septembrie.

### Sub 23 de ani
Când avea 18 ani, Paquetá a fost chemat să antreneze cu echipa Braziliei U23 în pregătirea Jocurilor Olimpice de vară din 2016 . Antrenorul Rogério Micale i-a chemat pe câțiva jucători mai tineri născuți în 1997 și 1998, inclusiv pe Lucas, să participe la antrenamente de grup în speranța că vor concura în cele din urmă la Jocurile Olimpice de vară din 2020 de la Tokyo. 
A primit prima convocare oficială la echipa sub 23 de ani în martie 2020.

### Echipa de seniori
În 2018, a fost selectat pentru a fi una dintre cele douăsprezece alternative pentru echipa națională a Braziliei de către antrenorul Tite pentru Cupa Mondială FIFA 2018 din Rusia. Dintre cei 35 de jucători din lista de 23 de oameni și lista provizorie, Lucas a fost cel mai tânăr. 
Pe 17 august 2018, Paquetá a fost chemat pentru prima dată pentru echipa națională a Braziliei de către antrenorul Tite pentru a juca meciuri amicale împotriva Statelor Unite și El Salvador în septembrie.  Pe 7 septembrie, a debutat cu echipa națională, ieșind de pe bancă pentru a-l înlocui pe Philippe Coutinho în minutul 71, în timpul unui meci amical împotriva Statelor Unite.  Pe 23 martie 2019, a marcat primul său gol într-o remiza amicală 1–1 împotriva lui Panama, purtând tricoul emblematic cu numărul 10 al Braziliei.  În mai 2019, a fost inclus în lotul de 23 de jucători a Braziliei pentru Copa América 2019 . 
Pe 2 iulie 2021, în meciul din sferturile de finală din Copa América din 2021 împotriva lui Chile, a intrat de pe banca de rezerve la pauză și a marcat în minutul 47 pentru a oferi Braziliei o victorie cu 1-0.  Pe 6 iulie 2021, a marcat din nou singurul gol după un asist al lui Neymar Junior în semifinala împotriva Peruului. 
Pe 7 noiembrie 2022, Paquetá a fost convocat cu naționala Braziliei pentru a disputa Campionatul Mondial din Qatar 2022. 